# Harvey (1950)
Harvey is een Amerikaanse film uit 1950 van Henry Koster met in de hoofdrollen James Stewart en Josephine Hull.
De film is gebaseerd op het gelijknamige toneelstuk van Mary Chase uit 1944. Het toneelstuk beleefde zijn première op Broadway op 1 november 1944 en werd 1775 keer opgevoerd tot op 15 januari 1949 het doek definitief viel. Het stuk kreeg in 1945 de Pulitzerprijs.
De film was een groot succes in de bioscopen en actrice Josephine Hull kreeg een Oscar als Beste Actrice. James Stewart kreeg een Oscarnominatie als Beste Acteur. Ondanks het succes in de bioscoop, bracht de film nauwelijks genoeg op voor Universal om alle productiekosten te dekken. Met name het hoge bedrag dat Universal voor de filmrechten moest betalen, zorgde voor een negatieve eindbalans.

## Verhaal
Voor Veta Louise Simmons is de maat vol. In haar idee is haar broer, Elwood P. Dowd, knettergek en ze wil hem laten opnemen. Dowd, een lieve, ietwat excentrieke man van man van middelbare leeftijd loopt namelijk de hele dag te praten tegen zijn beste vriend Harvey. Nu is dat op zich geen reden om iemand op te nemen, maar in het geval van Dowd gaat het om een bijna twee meter hoog onzichtbaar konijn. Volgens Dowd is Harvey een pooka, een goedhartige geest uit de Ierse mythologie. Harvey is met name toegewijd aan buitenbeentjes van de samenleving, zoals Dowd. Aangezien de laatste echter midden in de samenleving staat en bij zijn zuster en haar dochter, Myrtle Mae, woont, begint zijn gedrag op te vallen. Dowd heeft namelijk de gewoonte om Harvey aan iedere bezoeker voor te stellen. Myrtle Mae die op zoek is naar een geschikte echtgenoot begint zich af te vragen of haar oom kierewiet is of dat Harvey het gevolg is van zijn drankmisbruik. Haar moeder weet zich ook geen raad meer en zij besluit om Dowd op te laten nemen in een psychiatrische kliniek. Eenmaal daar aangekomen worden ze ontvangen door de dienstdoende psychiater, dr. Sanderson.
Veta praat zo levendig over Harvey, dat Sanderson denkt dat zij degene is die moet worden opgenomen. Dowd verlaat samen met Harvey de kliniek en Veta verdwijnt in de inrichting. Gelukkig voor haar grijpt de chef van Sanderson, dr. Chumley, snel in en Veta wordt weer ontslagen. Chumley zet nu alles op alles om Harvey terug te vinden en op te nemen. Sanderson en verpleegster Miss Kelly, vinden Dowd in een bar. Ze komen gelijk onder de invloed van Harvey als Dowd hen uitlegt hoe iedereen positief op het onzichtbare konijn reageert. Samen met Dowd (en Harvey) arriveren ze in de kliniek waar ook dr. Chumley de invloed van de pooka ondergaat. Hij begint steeds meer met Harvey om te gaan en na een tijdje is ook hij ervan overtuigd dat de geest werkelijk bestaat. Sanderson wil intussen Dowd genezen en biedt hem een serum aan. Een injectie kan voorkomen dat Dowd nog langer onzichtbare konijnen ziet.
Veta, die naar de kliniek is gereden met een taxi, hoort van de taxichauffeur dat Sandersons injectie een normaal mens van haar broer zal maken. Hij besluit met de opmerking, "en wie wil er eigenlijk een normaal mens zijn, dat zijn allemaal achterbakse types". De geschrokken Veta rent naar het kantoor van Sanderson en stopt het injecteren van het serum. Ze begrijpt nu dat Dowd gelukkig is met Harvey en dat hij een heel ander, minder aardig, mens zal zijn als hij wordt "genezen". Dowd wil de kliniek nu met Harvey verlaten, maar Chumley kan niet scheiden van de pooka. De psychiater stelt het konijn voor de keuze, bij Chumley blijven of met Dowd meegaan. Als Dowd de kliniek verlaat, wordt hij ingehaald door Harvey en samen lopen ze in de richting van de stad.

## Rolverdeling

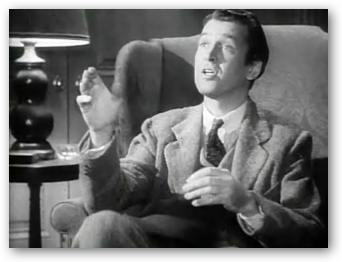
James Stewart als Dowd

| Acteur          | Personage           |
| --------------- | ------------------- |
| James Stewart   | Elwood P. Dowd      |
| Josephine Hull  | Veta Louise Simmons |
| Charles Drake   | Dr. Lyman Sanderson |
| Cecil Kellaway  | Dr. Willie Chumley  |
| Peggy Dow       | Juffrouw Kelly      |
| William H. Lynn | Rechter Gaffney     |
| Victoria Horne  | Myrtle Mae Simmons  |
| Jesse White     | Marvin Wilson       |
| Wallace Ford    | Taxichauffeur       |

## Achtergrond

### Voorgeschiedenis

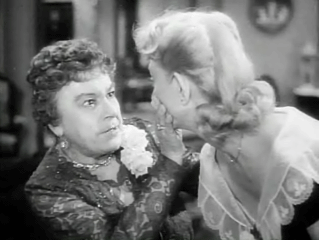
Josephine Hull als Veta

Het toneelstuk Harvey van Mary Chase uit 1944 was een onverwacht Broadwaysucces. Chase schreef het stuk aanvankelijk voor actrice Tallulah Bankhead, met een gigantische kanarie als onzichtbare vriend. Uiteindelijk gooide ze alles om en veranderde het titelpersonage in een man, en de kanarie in een konijn. Harvey zou vijf jaar lang onafgebroken op Broadway te zien zijn en Hollywood was direct geïnteresseerd in de filmrechten. Het tijdschrift Cosmopolitan schreef in 1945 dat komiek Harold Lloyd interesse had in de rol van Elwood P. Dowd en dat Preston Surgess de filmrechten wilde kopen. Twee jaar later in juni 1947 berichtte de Los Angeles Times dat Universal 1 miljoen dollar betaalde voor de rechten. Het bedrag werd niet in een keer betaald maar uitgesmeerd over tien jaar. Schrijfster Mary Chase en producent Brock Pemberton kregen op die manier 100.000 dollar per jaar tot en met 1957. Ook was er de afspraak dat de film pas gemaakt zou worden nadat het toneelstuk Harvey was uitgespeeld. Dat was in 1949. Theaterproducent Brock Pemberton zou de filmproductie niet meer meemaken, hij overleed in maart 1950.

### Acteurs

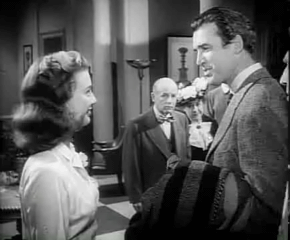
James Stewart als Dowd

Harvey was op Broadway met name een succes door de inspanningen van acteur Frank Fay, die de rol van Elwood P. Dowd speelde. Toch was Fay niet de eerste keus voor de rol van Dowd in de verfilming, aangezien zijn carrière als filmacteur eigenlijk al over.was. De studio wilde een ster in de hoofdrol, maar had ook rekening te houden met Mary Chase. De schrijfster van Harvey had een grote vinger in de pap wat betreft de keuze voor de acteur die Elwood zou spelen. Acteurs als Cary Grant, Rudy Vallee, Joe E. Brown, Gary Cooper, Jack Benny, Jack Haley en James Cagney passeerden de revue. Favoriet was echter Bing Crosby en de studio stond op het punt de acteur/zanger te contracteren. Op het laatste moment zag Crosby echter van de rol af omdat hij het slecht voor zijn imago vond als zijn fans hem zagen als een alcoholist. James Stewart die de rol van Elwood had gespeeld tijdens de vakanties van Frank Fay in de zomers van 1947 en 1948 was de volgende keuze. Bezwaar was echter het salaris van Stewart. Hij vroeg 200.000 dollar. Stewart wilde de rol van Harvey echter dolgraag spelen en sloot uiteindelijk een aparte deal met Universal. Hij zou zowel Harvey als de western Winchester '73 voor Universal maken. Hij zou hiervoor een percentage van de winst krijgen. Vanwege de belasting zou het percentage uitgekeerd worden over een langere periode waarbij Stewart zou worden aangeslagen als een bedrijf en niet als een persoon. Uiteindelijk kreeg Stewart 50 procent van de winst, hetgeen hem 600.000 dollar opleverde. Ook kreeg Stewart controle over het aantrekken van de regisseur en de acteurs. Hoewel Harvey vrijwel geen winst maakte, was Winchester '73 wel een geldmaker. De studio contracteerde ook een aantal acteurs en actrices uit de Broadwayproductie, zoals Josephine Hull, Victoria Horne en Jesse White. Aanvankelijk was Alex Nichol aangetrokken voor de rol van dr. Sanderson. Nicol ging echter spelen in Tomahawk en werd vervangen door Charles Drake.

### Productie
De film werd in bijna zeven weken opgenomen op de buitenterreinen van de Universal studio en in de studio zelf. Mary Chase die erg betrokken was bij de film stelde voor dat Harvey te zien zo zijn op het einde van de film. Ze wilde niet dat het publiek zou denken dat Dowd alleen maar een alcoholist was met delirium. (In de film wordt Dowd niet echt neergezet als een alcoholist, als is hij dat overduidelijk wel, en maar een keer is te zien dat hij drank tot zich neemt). Universal probeerde een 'echte' Harvey te maken door te experimenteren met een silhouet en een gigantische konijnenstaart vastgemaakt aan de taxichauffeur. Geen van deze ideeën haalde de film. De suggestie van Chase was op zich ook wel merkwaardig omdat op het toneel ook geen konijn te zien was. Een experiment daarmee in de proefversies pakte totaal verkeerd uit en werd niet herhaald. Regisseur Henry Koster besloot om het idee van Chase te laten vallen. Om de sfeer op de set te verlichten, probeerde hij wel de acteurs en de filmploeg te vermaken door te doen alsof Harvey bestond. Harvey had zijn eigen stoel op de set en een plaatsje aan de tafel waar de lunches werd opgediend. Ook op de aftiteling staat Harvey vermeld. Stewart was erg betrokken bij de film en deed verschillende suggesties. Op zijn advies schoot Koster een aantal scènes opnieuw om meer ruimte te creëren voor Harvey

## Prijzen en nominaties
Josephine Hull kreeg een Oscar voor haar rol in de categorie: 'Beste Actrice'. James Stewart werd genomineerd voor een Oscar in de categorie: Beste Acteur, maar verzilverde zijn nominatie niet.

## Nieuwe versies
De film en het gelijknamige toneelstuk werd verschillende keren opnieuw vefilmd op televisie. In 1958 speelde Art Carney de rol van Dowd, en in 1972 herhaalde James Stewart zijn succesrol in de NBC televisieproductie met Helen Hayes als Veta. In 1998 ten slotte speelde Harry Anderson de rol van Dowd en Swoosie Kirtz de rol van Veta in de voorlopig laatste Amerikaanse televisiebewerking. De aankondiging van Steven Spielberg in 2009 om een nieuwe filmbewerking te maken, bleef bij de aankondiging. Spielberg gaf het project begin 2010 weer op. Ook de poging van Harvey and Bob Weinstein om in 2000 een nieuwe versie te maken op het witte doek kwam niet van de grond. Andere verfilmingen (ook weer voor televisie) werden gemaakt in Duitsland. Heinz Rühmann speelde Dowd  in 1970 en Harald Juhnke nam in 1985 plaats naast het denkbeeldige konijn.